# Медиааудит
Медиааудит — практика управленческого консалтинга, функцией которой является независимая оценка рекламных кампаний.
Медиааудит возник в конце 70-х годов в Великобритании, как результат развития профессионального медиарынка. На сегодняшний день он широко распространен на рекламных рынках разных стран мира.
Практика медиааудита обусловлена высокой долей рекламных инвестиций в маркетинговых бюджетах и значимым влиянием рекламы на бизнес рекламодателей. Задачами медиааудита являются экономия рекламного бюджета и рост эффективности рекламных кампаний.
В роли медиааудиторов выступают подразделения консалтинговых компаний и специализированные медиааудиторские компании. Наиболее крупные из них имеют сетевые структуры, обслуживающие международных рекламодателей в разных странах.
Услуги медиааудиторов могут включать в себя различные практики управленческого консалтинга, связанные с маркетингом и рекламой. Собственно медиааудитом принято называть систему оценки рекламных кампаний, основанную на методологии бенчмаркинга.
Международные нормы и правила проведения медиааудита разрабатываются международными ассоциациями и объединениями. Ассоциация коммуникационных агентств России разработала для российского рекламного рынка «Руководство по выбору и использованию медиа-аудитора» на основе международного документа Всемирной федерации рекламодателей.
В России «Руководство по выбору и использованию медиа-аудитора» подписано восемью компаниями-аудиторами:
- ADSCAN (adscan.ru)
- Agency Assessments International (aai.ru)
- BMP Media Audit (bestmediapractices.com)
- Current Marketing Partners (currentmp.ru)
- Ebiquity (bigdecision.ru)
- ECI (ecimediamanagement.com)
- ООО «Медиа Эквити»